# Masimo Introvinje
Masimo Introvinje (итал. Massimo Introvigne, rođen 14.juna 1955. u Rimu) je italijanski sociolog i konsultant intelektualne svojine. Osnivač je i direktor Centra za studije i novim religijama (CESNUR), medjuonarodne mreže naučnika koji studiraju nove religijske pokrete.
Autor je desetina knjiga i članaka iz oblasti sociologija religije. On je bio glavni autor Enciklopedije religija u Italiji. Član je redakcije za interdisciplinski žurnal istraživanja o religiji. Takodje je konsultant o pravima intelektualne svojine.
Služio je od 5.januara do 31.decembra 2011. godine kao predstavnik borbe protiv rasizma, ksenofobije i diskriminacije, sa posebnim osvrtom na diskriminacije hrisćana i pripadnika drugih religija u Organizaciji za evropsku bezbednost i saradnju.
U junu 2012, imenovan je od strane italijanskog ministra spoljnih poslova, kao predsedavajući novopokrenute opservatorije za verske slobode, stvorene od strane Ministarstva u cilju praćenja problema verske slobode na svetskom nivou.

## Bibliografija

### Knjige
- The Unification Church (Studies in Contemporary Religions, 2), Signature Books (September 1, 2000)  978-1-56085-145-5
- Osho Rajneesh: Studies in Contemporary Religion (Studies in Contemporary Religions, 4), Signature Books (August 1, 2002),  978-1-56085-156-1 (by Judith M. Fox, with Massimo Introvigne as the Series Editor)
- Les Mormons, Brepols (December 30, 1996),  978-2-503-50063-8
- I nuovi movimenti religiosi: Sètte cristiane e nuovi culti, Editrice Elle Di Ci (1990),  978-88-01-14260-0
- Il ritorno dello gnosticismo (Nuove spiritualità) , SugarCo (1993),  978-88-7198-216-8
- I nuovi culti: Dagli Hare Krishna alla Scientologia (Uomini e religioni), Mondadori; 1. ed. Oscar Uomini e religioni edition (1990),  978-88-04-34057-7
- Il satanismo (Collana religioni e movimenti), Elle Di Ci (1997),  978-88-01-00799-2
- Sette e nuovi movimenti religiosi, Chapter 6, in Various Authors (Marcella Danon, Mario Di Fiorino, Eugenio Fizzotti, Massimo Introvigne, Alfredo Jacopozzi, Giorgio Nadali, Alessandro Olivieri Pennesi, Enzo Pace, Federico Squarcini, Aldo Natale Terrin, Gaia Zanini), Edizioni Paoline (2007), 978-88-315-3327-0

### Drugo
- New Age is Mistaken Answer to Search For Meaning, Interview with Introvigne, Turin, Italy, March 19, 2003 (Zenit News Agency). Available online
- "The Secular Anti-Cult and the Religious Counter-Cult Movement: Strange Bedfellows or Future Enemies?" in New Religions and the New Europe, Robert Towler, ed. (Aarhus: Aarhus University Press, 1995), pp. 32–54.
- "Christian New Religious Movements: A Roman Catholic Perspective" and "New Religious Movements and the Law: A Comparison between Two Different Legal Systems – The United States and Italy," in New Religions and New Religiosity, Eileen Barker and Margit Warburg, eds., (Aarhus: Aarhus University Press, 1998), pp. 243–261 and 276–290.
- "Children of the Underground Temple: Growing Up in Damanhur," in Children in New Religions, Susan J. Palmer and Charlotte E. Hardman, eds., (New Brunswick: Rutgers University Press, 1999), pp. 138–149.
- "After the New Age: Is There a Next Age?" in New Age Religion and Globalization, Mikael Rothstein, ed., (Aarhus: Aarhus University Press, 2001), pp. 58–69.
- "Lectorium Rosicrucianum: A Dutch Movement Becomes International," in New Religions in a Postmodern World, Mikael Rothstein and Reender Kranenborg, eds., (Aarhus: Aarhus University Press, 2003), pp. 11–22.
- "Occult Masters and the Temple of Doom: The Fiery End of the Solar Temple," (co-authored with Jean-Francois Mayer) in Cults, Religion and Violence, David G. Bromley and J. Gordon Melton, eds., (Cambridge: Cambridge University Press, 2003), pp. 170–188.

## Spoljašnje veze
- Zvanični sajt Masima Introvinja